# Dirk Mommertz
Dirk Mommertz (* 12. August 1974 in Mainz) ist ein deutscher Pianist und Kammermusiker.

## Leben und Wirken

### Ausbildung
Dirk Mommertz, aufgewachsen in Michelstadt im Odenwald, begann seine musikalische Ausbildung auf der Violine. Er war Jungstudent an der Akademie für Tonkunst (Darmstadt), als Geiger bei Brigitte Fröhlich und als Pianist bei Grigory Gruzman. Sein Studium begann er 1994 an der Musikhochschule Karlsruhe bei André Boainain, setzte es fort an der Hochschule für Musik und Darstellende Kunst Frankfurt am Main bei Lev Natochenny, der Musikhochschule Köln beim Alban Berg Quartett sowie dem Conservatoire national supérieur de musique et de danse de Paris bei George Pludermacher. Weitere musikalische Prägung erfuhr er durch Misha Katz und Mikhail Bezverkhny.
Als Solist am Klavier wurde er begleitet vom BBC National Orchestra of Wales, dem Stuttgarter Kammerorchester, dem Philharmonischen Staatsorchester Hamburg, dem MDR-Sinfonieorchester und den Duisburger Philharmonikern.

### Lehrtätigkeit
Von 2000 bis 2005 war Dirk Mommertz Lehrbeauftragter an der Musikhochschule Karlsruhe. Von 2005 bis 2015 war er Professor für Kammermusik an der Folkwang Universität der Künste Essen, zudem von 2012 bis 2015 an der Musikhochschule Nürnberg. 2015 folgte der Ruf an die Hochschule für Musik und Theater München, wo er seitdem als Professor und Leiter der Kammermusik tätig ist, seit 2019 zudem als Vizepräsident.

### Fauré Quartett
1995 gründete Dirk Mommertz an der Musikhochschule Karlsruhe zusammen mit seinen Kommilitonen Erika Geldsetzer, Sascha Frömbling und Konstantin Heidrich das Fauré Quartett,  Quartet in Residence der Musikhochschule Karlsruhe. Es besteht bis heute in unveränderter Besetzung. Das Ensemble gastiert in internationalen Konzertsälen wie der Wigmore Hall London, dem Musikverein Wien, Lincoln Center New York, Toppan Hall Tokio, dem Concertgebouw Amsterdam, Alte Oper Frankfurt, Philharmonie Berlin, dem Teatro Colón Buenos Aires u. a. CD-Aufnahmen bei der Deutschen Grammophon und bei Sony wurden zum Teil mit dem ECHO Klassik und vom Preis der deutschen Schallplattenkritik ausgezeichnet.